# Operation (informatik)
En operation är inom informatik och programmering den grundläggande påverkan av ett dataobjekt som ger den ett förändrat värde/status.
En operation kan också vara en så kallad noll-operation, som utförs på objektet utan att förändra det.
De tillåtna operationerna på dataobjekt av datatypen heltal (integer) är till exempel i normalfallet addition, subtraktion, multiplikation, division och modulo.